# Felix Adjei
Felix Adjei (* 17. Dezember 1990) ist ein ghanaischer Fußballspieler.

## Karriere
Felix Adjei kam 2006 zu Red Bull Ghana und absolvierte dort die Fußballakademie in Sogakope. Dort kam er auch in der Zweitliga-Mannschaft zum Einsatz, ehe er im Januar 2009 gemeinsam mit seinem Mannschaftskollegen Joshua Otoo zu einem Probetraining nach Salzburg reisen durfte. Der dortige Trainer Niko Kovač war sofort von ihm überzeugt und so wechselte er im Sommer 2009 als erster Spieler der Red-Bull-Akademie in Ghana nach Österreich zu den Red Bull Juniors Salzburg. Mit den Juniors konnte er im ersten Jahr gleich die Meisterschaft der Regionalliga West sowie den Salzburger Fußballcup gewinnen. Am 15. Oktober 2011 gab er im Spiel gegen den FC Wacker Innsbruck sein Debüt für die erste Mannschaft. Er stand im Bundesligaspiel der 11. Runde in der Startelf und wurde in der 64. Minute für Simon Cziommer ausgewechselt.
Zur Saison 2012/13 wechselte er zum Farmteam von Red Bull Salzburg, zum FC Liefering. Nach der Saison 2014/15 verließ er Liefering.
2016 wechselte er nach Schweden zum Umeå FC. Im Februar 2018 kehrte er nach Österreich zurück, wo er sich dem Zweitligisten SC Wiener Neustadt anschloss. Nach der Saison 2017/18 verließ er Wiener Neustadt.
Im Juli 2018 wechselte er zur WSG Wattens. Mit der WSG Wattens stieg er als Zweitligameister in die Bundesliga auf, woraufhin sich der Verein in WSG Tirol umbenannte. Nach 42 Einsätzen für die Tiroler verließ er den Verein nach der Saison 2019/20. Nach einem halben Jahr ohne Verein wechselte er im Februar 2021 zum drittklassigen FC Pinzgau Saalfelden.

## Erfolge
- 1× Meister Regionalliga West: 2011
- 1× Gewinner Salzburger Fußballcup: 2011

## Sonstiges
Im Servus TV Dokumentarfilm Der Traum von Sogakope wird über den Weg von Felix Adjei und Joshua Otoo berichtet.